# Liste niederländisch-portugiesischer Städte- und Gemeindepartnerschaften
Diese Liste niederländisch-portugiesischer Städte- und Gemeindepartnerschaften führt die Städte- und Gemeindefreundschaften zwischen den Niederlanden und Portugal auf.

## Liste der Städtepartnerschaften und -freundschaften
| Niederländischer Ort | Portugiesischer Ort | Seit | Anmerkung                                           |
| -------------------- | ------------------- | ---- | --------------------------------------------------- |
| Meerssen             | Sesimbra            | 1989 | im Rahmen der Douzelage                             |
| Esch                 | Samuel              | 1989 | im Rahmen der European Charter – Villages of Europe |
| Valkenswaard         | Salvaterra de Magos | 1996 |                                                     |